# Two and a Half Men/Staffel 12
Die zwölfte Staffel der US-amerikanischen Sitcom Two and a Half Men feierte ihre Premiere am 30. Oktober 2014 auf dem Sender CBS. Die deutschsprachige Erstausstrahlung sendete der deutsche Free-TV-Sender ProSieben vom 17. Februar bis zum 26. Mai 2015.
Im Februar 2015 wurde die Serie mit einer Doppelfolge als Serienfinale beendet. Angus T. Jones und viele Gaststars und Nebendarsteller hatten noch einmal einen Kurzauftritt. Charlie Harper trat ebenfalls auf, wurde aber nicht von Charlie Sheen, sondern von einer Trickfigur und durch ein Double in Rückenansicht dargestellt.

## Darsteller
| Figur                           | Darsteller            | Deutscher Sprecher       |
| ------------------------------- | --------------------- | ------------------------ |
| Walden Schmidt                  | Ashton Kutcher        | Marcel Collé             |
| Dr. Alan Jerome Harper          | Jon Cryer             | Viktor Neumann           |
| Louis                           | Edan Alexander        | Noah David Liebscher     |
| Evelyn Harper                   | Holland Taylor        | Kerstin Sanders-Dornseif |
| Berta                           | Conchata Ferrell      | Regina Lemnitz           |
| Judith Melnick (vormals Harper) | Marin Hinkle          | Christin Marquitan       |
| Nebendarsteller                 |                       |                          |
| Jenny Harper                    | Amber Tamblyn         | Julia Kaufmann           |
| Ms. McMartin                    | Maggie Lawson         | Marieke Oeffinger        |
| Lyndsey McElroy                 | Courtney Thorne-Smith | Claudia Kleiber          |
| Rose                            | Melanie Lynskey       | Cathlen Gawlich          |
| Laurel                          | Deanna Russo          | Susanne Geier            |
| Dr. Herb Melnick                | Ryan Stiles           | Oliver Siebeck           |

## Episoden
| Nr. (ges.) | Nr. (St.) | Deutscher Titel                | Originaltitel                         | Erstausstrahlung USA | Deutschsprachige Erstausstrahlung (D) | Regie         | Drehbuch |
| --- | --------- | ------------------------------ | ------------------------------------- | -------------------- | ------------------------------------- | ------------- | --- |
| 247 | 1         | Der Heiratsantrag              | The Ol’ Mexican Spinach               | 30. Okt. 2014        | 17. Feb. 2015                         | James Widdoes | Handlung: Chuck Lorre, Lee Aronsohn & Warren Bell Schauspiel: Don Reo, Jim Patterson & Steve Tompkins          |
| Walden und Alan stecken in den Vorbereitungen für die Halloweenparty, Walden hat sich als Zombie-Elvis verkleidet, während Alan als Duckie aus „Pretty in Pink“ kostümiert ist. Plötzlich verspürt Walden ein Stechen in der Brust und bekommt fast keine Luft mehr. Alan ruft den Notarzt, in der Ambulanz hat er panische Angst Walden zu verlieren. Der wirkt aber erstaunlich ruhig. Wie sich herausstellt, hatte Walden einen leichten Herzinfarkt. Als er aus dem Krankenhaus entlassen wird, stellt er sich die Frage, was er privat eigentlich schon erreicht hat und merkt, dass da nichts ist. Dabei kommt der Wunsch auf, ein eigenes Kind zu haben. Da er aber meint, er finde sowieso keine Frau, die es länger mit ihm aushält, fasst er eine Adoption ins Auge. Aber er muss schmerzhaft erfahren, dass er als Single keine Chancen hat, obwohl er sonst alle Voraussetzungen erfüllen würde. Da er keine andere Lösung findet macht er Alan einen Heiratsantrag. |           |                                |                                       |                      |                                       |               | |
| 248 | 2         | Hochzeit auf Ibiza             | A Chic Bar in Ibiza                   | 6. Nov. 2014         | 24. Feb. 2015                         | James Widdoes | Handlung: Lee Aronsohn, Don Reo & Jim Patterson Schauspiel: Tim Kelleher, Saladin K. Patterson & Jim Vallely   |
| Nachdem Walden Alan erklärt hat, warum er ihm einen Heiratsantrag gemacht hat, und dass er definitiv nicht schwul ist, sagt Alan ja. Sie laden daraufhin ihre Mütter ein, um ihnen die frohe Botschaft mitzuteilen. Waldens Mutter ist gar nicht erfreut darüber und will ihn mit einer ihrer Mitarbeiterinnen verkuppeln. Walden will aber nicht, weil er weiß, was er mit Alan hat. Doch als er Alan einen Ehevertrag unterschreiben lassen will, ist dieser enttäuscht, dass er nicht mehr Vertrauen in ihn hat. Erst ein Gespräch mit seiner Mutter lässt ihn die Meinung ändern. Ebenso will Alan eigentlich eine pompöse Hochzeitsfeier im Ausland, während es Walden reicht, wenn sie auf dem Standesamt heiraten. Als der große Tag da ist überrascht Walden Alan damit, dass er Michael Bolton aufs Standesamt eingeladen hat um ihm ein Ständchen zu singen. Nicht nur Alan ist von ihm angetan auch die beiden Mütter werfen sogleich ein Auge auf ihn. Als Walden nach der Party am nächsten Morgen auf der Terrasse erwacht, muss Alan ihm erklären, was noch alles passiert ist. Aber beide wissen nicht, dass Bolton über Nacht mit ihren Müttern in Waldens Schlafzimmer war. |           |                                |                                       |                      |                                       |               | |
| 249 | 3         | Das Traumpaar                  | Glamping in a Yurt                    | 13. Nov. 2014        | 3. März 2015                          | James Widdoes | Handlung: Saladin K. Patterson, Matt Ross & Max Searle Schauspiel: Don Reo, Jim Patterson & Jim Vallely        |
| Jenny findet, dass Walden und Alan nicht als Paar durchgehen, weil sie zu wenig authentisch sind. Die beiden finden aber, sie machen es gut. Als sie bei der Adoptionsberaterin Miss McMartin sind, findet sie auch, dass sie ein ungewöhnliches Paar sind. Deshalb will sie sie zu Hause besuchen, um sich ein Bild davon zu machen. So bereiten sich Walden und Alan auf der Besuch vor, als es an der Türe klingelt und Lyndsey draußen steht. Sie kommt aus der Entziehungskur und ist nun schon seit 60 Tagen trocken. Aber Alan muss ihr mitteilen, dass er nun verheiratet ist und keine Beziehung mehr mit ihr will. Es klappt beim Besuch alles bestens, bis Lyndsey wieder an der Türe klingelt, diesmal wieder betrunken. Sie will unbedingt mit Alan ins Bett, er will aber das Treffen mit Miss McMartin nicht vermasseln. Da sie sich nicht abwimmeln lässt, verfrachtet er sie in sein Zimmer wo sie auf dem Bett einschläft. Er holt Walden zu Hilfe, der sieht nur eine Lösung, indem sie sich so schnell wie möglich von Miss McMartin verabschieden. Doch Lyndsey ist in der Zwischenzeit aufgewacht und läuft auf der Terrasse rum. Alan bleibt nichts anderes übrig, als sie über die Brüstung zu werfen. So entgehen sie knapp einer Katastrophe. Als Miss McMartin kurze Zeit später nochmals zurückkehrt, weil sie ihr Handy vergessen hat, kommt Lyndsey auch vom Strand daher. Walden und Alan meinen nun schon, sie seien aufgeflogen, aber zum Glück kommt Jenny dazu und kann Lyndsey mit einer Ausrede weglocken. |           |                                |                                       |                      |                                       |               | |
| 250 | 4         | Zehn Finger, zehn Zehen        | Thirty-Eight, Sixty-Two, Thirty-Eight | 20. Nov. 2014        | 10. März 2015                         | James Widdoes | Handlung: Don Reo, Jim Patterson & Steve Tompkins Schauspiel: Warren Bell, Matt Ross & Max Searle              |
| Walden macht das Haus kindersicher, um Miss McMartin zu überzeugen, dass sie die richtigen Eltern sind. Bei ihrem Besuch findet sie dies alles sehr gut und hat eventuell sogar schon ein Baby für Alan und Walden. Die junge Studentin Kathy will ihr Ungeborenes zur Adoption freigeben und hat die beiden auf der Webseite der Behörde interessant gefunden. Also besucht sie Walden und Alan und ist in ihrem Entschluss bestärkt, dass sie die richtigen Eltern für ihr Baby sind. Kathy will das Geschlecht des Kindes nicht sagen, aber Walden und Alan vermuten hinter jedem Wort von ihr eine Andeutung darauf. Barry, Larry und Herb kommen zu Besuch, um mit den werdenden Eltern zu feiern. Da erreicht sie ein Anruf, dass Kathy in den Wehen ist, und so eilen sie alle ins Krankenhaus. Sie erfahren, dass sie einen Knaben geboren hat, und sind total entzückt darüber. Als sie Kathy und das Baby im Zimmer besuchen, müssen sie aber erfahren, dass sie ihre Meinung geändert hat und das Kind nun nicht mehr weggeben will. |           |                                |                                       |                      |                                       |               | |
| 251 | 5         | Willkommen in Malibu           | Oontz Oontz Oontz                     | 27. Nov. 2014        | 17. März 2015                         | James Widdoes | Handlung: Don Reo, Steve Tompkins & Warren Bell Schauspiel: Jim Patterson, Tim Kelleher & Saladin K. Patterson |
| Nachdem die Adoption des Babys gescheitert ist, treffen sich Alan und Walden wieder mit Miss McMartin. Sie könnte ihnen ein sechsjähriges Pflegekind vermitteln, das schon in verschiedenen Familien und Heimen gewesen ist. Walden ist zunächst nicht erfreut darüber, aber Alan kann ihn davon überzeugen, dass dies gar kein schlechtes Alter ist. So kommen sie überein, dass Louis ein Wochenende zur Probe bei ihnen wohnen wird. Walden kauft daraufhin einen Haufen Sachen für das Kind ein, aber Alan macht ihm klar, dass dies nicht gut ist. Als Louis von Miss McMartin gebracht wird, ist er sehr schweigsam. Aber Alan und Walden können ihren Redefluss nicht stoppen. Sie beschließen an den Strand zu gehen, aber Louis passt es schon bald nicht mehr. So geht er ins Haus zurück und Berta unterhält sich mit ihm. Als Walden später auch zurückkehrt, ist Louis ihm gegenüber wieder sehr still. Er findet Berta aber sehr nett. In der Nacht kommt Louis zu Walden ins Zimmer. Er will von ihm wissen, ob er nach dem Wochenende wieder gehen muss oder ob er bleiben darf. Walden sagt ihm, dass er selbstverständlich bleiben darf. Nun will Louis wissen, wo Alan ist und wieso er nicht bei Walden im Bett schläft. So landet Alan auch bei den beiden im Bett. |           |                                |                                       |                      |                                       |               | |
| 252 | 6         | Alan hat ein Kind erschossen   | Alan Shot A Little Girl               | 4. Dez. 2014         | 24. März 2015                         | Jon Cryer     | Handlung: Don Reo, Maria Espada Pearce & Nathan Chetty Schauspiel: Jim Patterson, Steve Tompkins & Warren Bell |
| Alan will Louis zum Frühstück ein gesundes Müsli machen, aber der Kleine spielt all seinen Charme aus, bis Alan nachgibt und er einen Schokokeks bekommt. In diesem Moment kommt Walden dazu und merkt es. Alan bekommt deswegen eine Schelte von ihm. Später müssen Alan und Louis in die Mall um einen Schulthek für Louis zu kaufen. Unterwegs kommen sie an einer Laser-Tag-Halle vorbei. Wieder bringt es der Kleine fertig, Alan um den Finger zu wickeln, damit sie gemeinsam spielen gehen. Dabei verletzt sich Louis und Alan bringt ihn ins Krankenhaus. Walden ist dieses Mal noch enttäuschter von Alan, weil er schon wieder nachgegeben hat. Dabei wollte Alan nur der coole Dad sein. Als sie später einkaufen gehen, will der Kleine eine Packung Froot Loops, er hat aber bereits ein anderes Müsli im Einkaufswagen. Nun versucht Walden ihn davon zu überzeugen, dass es nicht zwei verschiedene Sachen gibt, Alan sieht nur zu und lacht Walden aus. Da merkt Walden, dass es doch nicht so einfach ist, der strenge Vater zu sein. Da Louis ohne die Froot Loops nicht mehr nach Hause will, muss Walden auf Alans Hilfe zurückgreifen. Er sieht ein, dass er Alan mit seinen Vorwürfen Unrecht getan hat. |           |                                |                                       |                      |                                       |               | |
| 253 | 7         | Die sieben Zwerge des Ekels    | Sex With An Animated Ed Asner         | 11. Dez. 2014        | 31. März 2015                         | James Widdoes | Handlung: Jim Patterson, Jim Vallely & Tim Kelleher Schauspiel: Don Reo, Matt Ross & Max Searle                |
| Nach einem Ausflug in den Vergnügungspark kommen Walden und Alan total geschafft nach Hause, Louis ist auf dem Arm von Walden eingeschlafen. Am nächsten Morgen weckt Louis Walden bereits um halb sechs weil er Hunger hat und Frühstück machen will. Als Alan später in die Küche kommt schreckt Walden auf, weil er am Tisch eingeschlafen ist. Er beklagt sich bei Alan, weil er zu wenig Schlaf bekommt. Der empfiehlt, dass man Louis gleichaltrige Spielkameraden suchen muss, damit er genügend rumtollt und am Abend dann müde ist, bei Jake habe dies auch funktioniert. Also gehen sie in ein Kinderparadies. Während Walden mit Louis an die Kletterwand muss, lernt Alan die drei Mütter Jean, Danielle und Laurel kennen, die mit ihren Kindern da sind. Alle drei haben gescheiterte Beziehungen hinter sich und werfen gleich ein Auge auf Walden. Aber Alan klärt sie darüber auf, dass er sein Mann ist. Später treffen sie sich im Strandhaus, sie genießen die Situation, dass sie mit den Frauen herumalbern können, ohne dass es als anbaggern ausgelegt wird. Trotzdem verguckt sich Walden in Laurel, die seit zwei Jahren keinen Sex mehr hatte. Alle zusammen beschließen am Abend in den Ausgang zu gehen. Eigentlich sollte Berta auf Louis aufpassen, aber als er sagt, es gehe ihm nicht gut, beschließt Walden, bei Louis zu bleiben. Während Alan mit Jean und Danielle herumzieht, besucht Laurel Walden um ihm ihre Unterstützung anzubieten. In der Zwischenzeit ist Louis aber eingeschlafen und so haben sie Zeit für sich. Als sie sich näher kommen, klärt Walden Laurel darüber auf, dass er nicht schwul ist und wieso er Alan geheiratet hat. Doch bevor sie ins Schlafzimmer gehen können ruft Louis nach Walden. Als Laurel nach den beiden sehen will, ist Walden bei Louis im Bett eingeschlafen. Alan darf dafür mit den beiden anderen Damen in einen Männerstripclub. |           |                                |                                       |                      |                                       |               | |
| 254 | 8         | Hier kommt der Weihnachtsmann  | Family, Bublé, Deep-Fried Turkey      | 18. Dez. 2014        | 7. Apr. 2015                          | James Widdoes | Handlung: Warren Bell, Saladin K. Patterson & Jim Vallely Schauspiel: Don Reo, Jim Patterson & Steve Thompkins |
| Es ist Weihnachten, Walden und Alan haben viele Überraschungen für Louis. Aber sie müssen feststellen, dass er nicht an den Weihnachtsmann glaubt. Walden erzählt es Rose, die zufällig vorbeikommt und schon wieder alles weiß. Walden engagiert deshalb jemanden, der den Weihnachtsmann spielt und die Geschenke bringt. Er hat dafür eine Kamera installiert, damit er es aufnehmen und Louis beweisen kann. Dazu müssen auch die Geschenke verpackt werden. Walden will Louis ein Fahrrad schenken, welches Alan besorgen musste. Da er Geld sparen wollte, hat er es zerlegt gekauft, was Walden ziemlich aufregt, weil es mit der Anleitung unmöglich scheint, das Fahrrad zu montieren. Evelyn, die auch anwesend ist, vergnügt sich derweil mit dem Weihnachtsmann, was Alan mitbekommt, als er von der Garage in die Wohnung geht. Empört will er es Walden erzählen, als seine Mutter aufgeregt in die Garage kommt, weil sie meint, sie habe den Weihnachtsmann umgebracht. Glücklicherweise stellt sich heraus, dass es nicht so schlimm war. Louis ist ob all dem Lärm erwacht und damit er wieder einschlafen kann, müssen sich Walden und Alan zu ihm ins Bett legen. Leider verschlafen sie deswegen und sind umso überraschter, als sie alle Geschenke eingepackt unter dem Weihnachtsbaum vorfinden. Auch das Fahrrad ist montiert. Als Walden die Aufzeichnung der Kamera ansieht, stellt er fest, dass Rose den Weihnachtsmann gespielt hat. Er bedankt sich bei ihr und sie schenkt ihm und Alan eine Kuckucksuhr. Sie ahnen nicht, dass eine Kamera darin versteckt ist. |           |                                |                                       |                      |                                       |               | |
| 255 | 9         | Mütter an der Kletterwand      | Bouncy, Bouncy, Bouncy, Lyndsey       | 8. Jan. 2015         | 14. Apr. 2015                         | James Widdoes | Handlung: Jim Patterson, Tim Kelleher & Saladin K. Patterson Schauspiel: Don Reo, Matt Ross & Max Searle       |
| Als Walden mit Alan und Louis wieder das Kinderparadies besucht, sieht er, dass Laurel auch da ist. Er hat Angst sie anzusprechen, weil er sich seit dem letzten Treffen nicht bei ihr gemeldet hat. Alan hilft nach, indem er Laurel ruft. So müssen sich die beiden unterhalten. Sie vereinbaren, dass sich ihre Kinder wieder zum Spielen bei Louis treffen können, damit sie sich auch wieder sehen. Nachdem sich die Kinder verausgabt haben, sind sie auf dem Sofa eingeschlafen, die Chance für Walden und Laurel ins Schlafzimmer zu verschwinden. Aber Walden macht sich Sorgen, dass eines der Kinder plötzlich hereinplatzt. Die Türe abschließen will er aber auch nicht. Prompt ruft ihn Louis, und wieder ist nichts geworden. Er fragt Alan und Berta um Rat, wie sie das gemacht haben. Sie empfehlen ihm, einen Babysitter zu suchen und mit Laurel eine Nacht in Ruhe im Hotel zu verbringen. Als es soweit ist beginnen sie miteinander zu streiten, weil beide etwas am Kind des anderen auszusetzen haben. Dies macht Laurel so wütend, dass sie sich mit Walden im Bett abreagieren muss. Alan hat sich im Kinderparadies eine Verletzung zugezogen und muss sich bei Herb behandeln lassen. Der rät ihm, mehr Sport zu betreiben und empfiehlt ihm seinen Fitnessclub, wo es immer hübsche junge Frauen hat. So besuchen sie zusammen den Club und treffen zufällig auf Lyndsey, die sich dort auch fit hält, anstatt zu trinken. Herb hat schon lange ein Auge auf sie geworfen, aber Alan will nicht, dass sie sich mit ihm trifft, obwohl er selbst auch nicht mehr mit ihr zusammen ist. Später merkt er, dass er zu weit gegangen ist und will sich mit einem Blumenstrauß bei Lyndsey entschuldigen. Sie öffnet ihm die Türe im Bademantel und bald stellt sich heraus, dass sie Besuch von Herb hat, welchen sie eingeladen hat um Alan eins auszuwischen.                               |           |                                |                                       |                      |                                       |               | |
| 256 | 10        | Sei stark, Wonder Woman!       | Here I Come, Pants!                   | 15. Jan. 2015        | 21. Apr. 2015                         | James Widdoes | Handlung: Chuck Lorre, Don Reo & Jim Patterson Schauspiel: Tim Kelleher, Matt Ross & Max Searle                |
| Walden hat sich gerade mit Laurel im Bett vergnügt und will etwas zu trinken holen, als es an der Türe klingelt. Miss McMartin will einen Überraschungsbesuch machen, aber Louis ist bei einer Freundin. So versuchen Alan und Walden sie abzuwimmeln, als Laurel aus dem Schlafzimmer nach Walden ruft. Bevor sie sich aus der Situation retten können, steht sie oben an der Treppe und Miss McMartin will natürlich wissen, was da los ist. Sie ist ziemlich enttäuscht und droht, dass sie ihnen Louis wegnehmen wird. Walden ist total verzweifelt und weiß nicht mehr weiter. Alan versucht hinter dem Rücken von Walden zu helfen, indem er Miss McMartin in eine Bar folgt und ihr nochmals die Situation erklären will. Sie lässt sich aber nicht umstimmen. Trotzdem landen sie zusammen im Bett, aber Alan bekommt keine Erektion. Am nächsten Tag kommt Miss McMartin wieder vorbei, um Walden und Alan die Situation zu erklären und dass sie keine andere Möglichkeit sieht als ihnen Louis wegzunehmen. Alles Flehen und Betteln hilft nichts. Louis hat auch gemerkt, dass etwas nicht stimmt, und steht mit seinem gepackten Koffer bereit. Doch kaum ist sie mit Louis gegangen, muss sie sich eingestehen, dass es nicht richtig ist, ihn von ihnen wegzunehmen, und bringt ihn zurück. Als sie dabei dann noch in Tränen ausbricht, bekommt Alan eine Erektion und alles wendet sich zum Guten. |           |                                |                                       |                      |                                       |               | |
| 257 | 11        | Die Männergruppe               | For Whom the Booty Calls              | 22. Jan. 2015        | 28. Apr. 2015                         | James Widdoes | Handlung: Warren Bell, Saladin K. Patterson & Jim Vallely Schauspiel: Don Reo, Jim Patterson & Steve Tompkins  |
| Alan hat die Nacht mit Miss McMartin verbracht, als sie am Morgen am Frühstückstisch sitzen kommt Walden dazu. Er hat Angst, dass sie durch ihre Beziehung die Adoption von Louis gefährden. Miss McMartin empfiehlt ihm, sich mit einer Gruppe Männern zu treffen, die sie ebenfalls in einem Adoptionsfall betreut. Dadurch könnte er sich mit ihnen austauschen. Alan will auch mitkommen, aber Walden möchte alleine hingehen. Beim Treffen zerstreuen die vier Männer rasch seine Zweifel, er ist froh, einmal mit jemand anderem als Alan darüber gesprochen zu haben. Walden lädt die Gruppe zu sich ins Strandhaus ein, er teilt dies Alan mit, weil er ihn nicht dabei haben will. Alan fühlt sich gekränkt und ausgeschlossen. So taucht er am Abend dann zufällig trotzdem im Wohnzimmer auf und beginnt an Walden herumzunörgeln. Seine Sprüche kommen gut bei der Gruppe an, nun fühlt sich Walden ausgeschlossen. Er will mit Alan alleine sprechen und ihm klarmachen, dass das nun sein Ding ist, als die Gruppe dazukommt. Sie schlagen vor, dass sich Walden und Alan mal in die Situation des anderen versetzen sollen, damit sie merken, wie sie sich beide zurzeit verhalten. Schließlich versöhnen sich die beiden wieder und Alan trifft sich fortan mit ihren Frauen. |           |                                |                                       |                      |                                       |               | |
| 258 | 12        | Alans gefährliche Liebschaften | A Beer-Battered Rip-Off               | 29. Jan. 2015        | 5. Mai 2015                           | James Widdoes | Handlung: Don Reo, Jim Patterson & Jeff Lowell Schauspiel: Matt Ross, Max Searle & Nathan Chetty               |
| Lyndsey bringt Alan ein paar Sachen von ihm zurück, die sie in ihrer Wohnung gefunden hat. Zudem teilt sie ihm mit, dass sie die Stadt verlassen will, um an einem anderen Ort neu anzufangen. Hier erinnert sie zu viel an ihr Alkoholproblem und an Alan. Als sie sich verabschieden will, kommen sie sich doch wieder nahe und schlafen zusammen. Alan will, dass sie bleibt, Lyndsey braucht aber Bedenkzeit. Nun muss Alan mit Miss McMartin Schluss machen, weil er Lyndsey gesagt hat, dass er zurzeit keine Beziehung hat. Er geht mit ihr essen, um ihr zu erklären, dass es wegen der Adoption besser sei, wenn sie nicht mehr zusammen sind. Miss McMartin tut zwar verständnisvoll, aber in der Nacht taucht sie im Strandhaus auf, um eine spontane Kontrolle zu machen. Walden merkt schnell, dass nicht Louis der Grund ist, sondern Alan. Am nächsten Tag geht Alan mit Lyndsey essen, weil Walden ihn gebeten hat, mit ihr zu sprechen. Sie sollten sich zurückhalten, bis die Adoption über die Bühne ist. Plötzlich taucht Miss McMartin im Restaurant auf, weil sie Alan nachspioniert hat. So erfahren die beiden Frauen voneinander und dass Alan sie beide angelogen hat. Walden ist entsetzt, als er davon erfährt, und verlangt von Alan, dass er sich ab sofort aus allem, was die Adoption betrifft, heraushält. Zudem besucht er Miss McMartin, um die Situation zu deeskalieren. Dabei kommen sie sich näher und landen schließlich im Bett. Alan versucht derweil Lyndsey zurückzugewinnen. |           |                                |                                       |                      |                                       |               | |
| 259 | 13        | Opa stand auf Nutten           | Boompa Loved His Hookers              | 5. Feb. 2015         | 12. Mai 2015                          | James Widdoes | Handlung: Steve Tompkins, Warren Bell & Jeff Lowell Schauspiel: Don Reo, Jim Patterson & Nathan Chetty         |
| Lyndsey hat sich entschieden, nun doch zu bleiben, muss sich aber eine neue Wohnung suchen. Alan will ihr dabei behilflich sein, als sie ihm aber sagt, dass sie mit ihm zusammen wohnen will, hat er plötzlich gegen jede besichtigte Wohnung etwas einzuwenden. Dabei setzt er die Beziehung zu ihr schon wieder aufs Spiel. Auch Walden hat seine Bedenken mit Miss McMartin und möchte eigentlich Schluss machen, hat aber Skrupel, dass er die Adoption von Louis aufs Spiel setzt. Alan erklärt Lyndsey, dass sein Traumhaus halt immer noch das Strandhaus ist, aber da will sie nicht mit ihm wohnen. Walden hat sich nun doch entschlossen, mit Miss McMartin zu sprechen, sie hat aber schon etwas geahnt. Trotzdem hat sie die Adoptionspapiere bereits fertig gemacht, und so muss sich Walden keine Gedanken mehr machen. Als die Adoption über die Bühne ist sitzen Walden und Alan zusammen am Tisch und stellen fest, dass ihnen zu ihrem Glück nur noch etwas fehlt: ihre Frauen. So machen sie sich auf, sie zurückzugewinnen, Walden setzt dafür sogar Michael Bolton ein, aber Miss McMartin mag eigentlich Michael Bublé. |           |                                |                                       |                      |                                       |               | |
| 260 | 14        | Ich bin eine Prinzessin        | Don’t Give A Monkey A Gun             | 12. Feb. 2015        | 19. Mai 2015                          | James Widdoes | Handlung: Don Reo, Jim Patterson & Tim Kelleher Schauspiel: Jim Vallely, Matt Ross & Max Searle                |
| Lyndsey und Miss McMartin lernen sich persönlich kennen, als sie am Morgen in der Küche im Strandhaus aufeinandertreffen. Dabei finden sie viele Gemeinsamkeiten, die sich vor allem um Alan und die Frauen drehen. Walden bekommt das Gespräch mit und findet, dass er und Alan sich ja nun scheiden lassen können, weil die Adoption von Louis abgeschlossen ist. Er teilt dies Alan mit, der ist natürlich zuerst eingeschnappt, weil er meint, er müsse dann wieder ausziehen. Aber Walden beruhigt ihn und bietet ihm zusätzlich noch an, dass er sich ein Geschenk aussuchen dürfe. Am Abend spricht er im Bett mit Lyndsey darüber und liest ihr seine Vorschläge vor, die er sich bisher überlegt hat. Lyndsey empfiehlt ihm, etwas auszusuchen, dass Bestand hat. Am nächsten Tag überrascht Alan Lyndsey mit dem Geschenk, dass er sich ausgesucht hat: einen roten Ferrari. Lyndsey ist enttäuscht, da sie etwas anderes erwartet hat, das für sie beide und nicht nur für ihn etwas bedeutet. Alan braucht die Hilfe von Walden und Miss McMartin, um endlich zu erkennen, was er hätte auswählen sollen. So hilft ihm Walden, indem er ihm einen Verlobungsring für Lyndsey kauft. Dabei schweift er in Gedanken in die Zukunft ins Jahr 2030, wo er ganz alleine ist, weil Alan nun bei Lyndsey wohnt, Louis auf dem Mond zur Universität geht und Miss McMartin – mit viel größeren Brüsten – nun mit Michael Bolton zusammen ist. Dies macht ihm so sehr zu schaffen, dass er Alan bittet, nie auszuziehen, auch wenn er mit Lyndsey verheiratet ist. |           |                                |                                       |                      |                                       |               | |
| 261 | 15        | Natürlich ist er tot (1)       | Of Course He’s Dead (1)               | 19. Feb. 2015        | 26. Mai 2015                          | James Widdoes | Chuck Lorre, Lee Aronsohn, Don Reo & Jim Patterson                                                             |
| Es stellt sich heraus, dass Rose jemanden in ihrem Haus in einem Brunnenschacht gefangen hält, aufgrund diverser Hinweise muss man davon ausgehen, dass es sich um Charlie handeln könnte. Alan erhält einen Brief der an Charlie adressiert ist und worin steht, dass noch Tantiemen in der Höhe von 2,5 Millionen Dollar aufgelaufen sind. Er will natürlich an das Geld herankommen, braucht dafür aber eine Sterbeurkunde. Da er selbst keine hat, versucht er es bei seiner Mutter. Aber auch sie hat nichts bekommen. Alan versucht deshalb, die Urkunde zu fälschen und ruft beim Verlag an, die ihm aber mitteilen, dass jemand das Geld bereits angefordert und auf ein Konto auf den Cayman-Inseln überweisen ließ. Kurz darauf kommt ein Paket für Charlie, in dem es Zigarren, Whiskey und einen Dolch hat. Zudem erhält Alan eine drohende SMS. Er spricht mit Walden darüber, als auch seine Mutter dazukommt, die eine Mail bekommen hat, in der ihr auch massiv gedroht wird. So entschließen sie sich, zu Jenny zu gehen, um ihr die Geschichte zu erzählen und zu fragen, ob sie eine Sterbeurkunde hat. Als sie bei ihr sind, klingelt ein Bote an der Türe und übergibt ihr einen Umschlag mit einem Scheck über 100’000 Dollar und einer Entschuldigung. Rose muss feststellen, dass ihr Gefangener geflüchtet ist. Sie informiert Walden und Alan darüber, weil sie sich in unmittelbarer Gefahr befinden könnten. |           |                                |                                       |                      |                                       |               | |
| 262 | 16        | Natürlich ist er tot (2)       | Of Course He’s Dead (2)               | 19. Feb. 2015        | 26. Mai 2015                          | James Widdoes | Chuck Lorre, Lee Aronsohn, Don Reo & Jim Patterson                                                             |
| Nachdem Rose allen gebeichtet hat, was in Paris wirklich passiert ist und Charlie noch lebt, flüchtet sie und auch Evelyn macht sich aus dem Staub. Walden und Alan entschließen sich, zur Polizei zu gehen. Lieutenant Wagner verspricht ihnen, sich darum zu kümmern. Wieder zu Hause finden sie aufgehängte Kartonpuppen von sich und weitere Drohungen. In diesem Moment kommt Jake zu Besuch, um zu erzählen, dass er einen Scheck über 250'000 Dollar erhalten hat. In der Zwischenzeit war er in Vegas und hat 2,5 Millionen daraus gemacht. Zudem erzählt er seinem Vater, dass er nicht mehr in der Army ist und in Japan eine Frau hat. Verschiedene verflossene Liebschaften von Charlie haben ebenfalls Schecks erhalten, nur Walden und Alan nicht. Die Polizei meldet sich bei Walden, dass sie Charlie erwischt haben, aber der Verdächtige ist Christian Slater. Alan, Walden und Berta glauben aber, dass sie nun nicht mehr in Gefahr sind und liegen auf der Terrasse, rauchen die Zigarren und trinken den Whiskey, als sie am Nachthimmel einen Helikopter sehen, der ein Klavier transportiert und auf ihr Haus zufliegt. Währenddessen nähert sich Charlie der Haustüre, als das Klavier auf ihn fällt. |           |                                |                                       |                      |                                       |               | |

## DVD-Veröffentlichung
In den Vereinigten Staaten wurde die DVD zur zwölften Staffel am 16. Juni 2015 veröffentlicht. In Deutschland ist die DVD zur zwölften Staffel seit dem 8. Oktober 2015 erhältlich. Gleichzeitig erschien auch eine Komplettbox mit allen zwölf Staffeln.